# 21627 Sillis
A 21627 Sillis (ideiglenes jelöléssel 1999 NZ3) a Naprendszer kisbolygóövében található aszteroida. A LINEAR projekt keretében fedezték fel 1999. július 13-án.